# Большой Багама

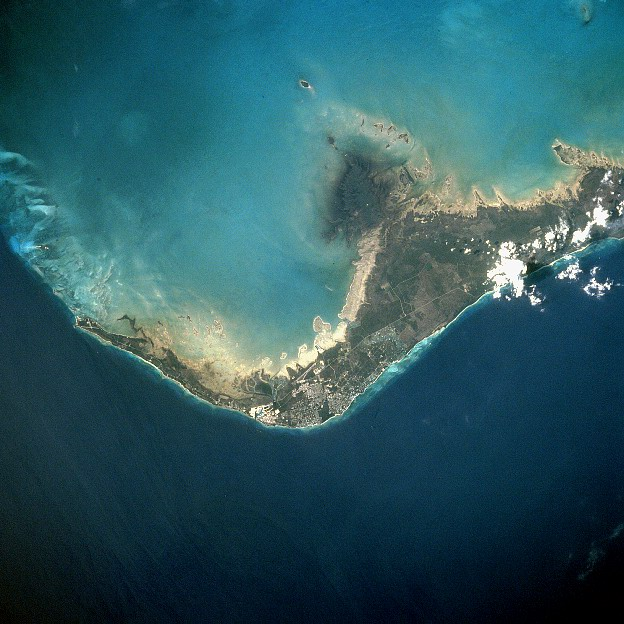
Большой Багама — вид из космоса, июнь 1998

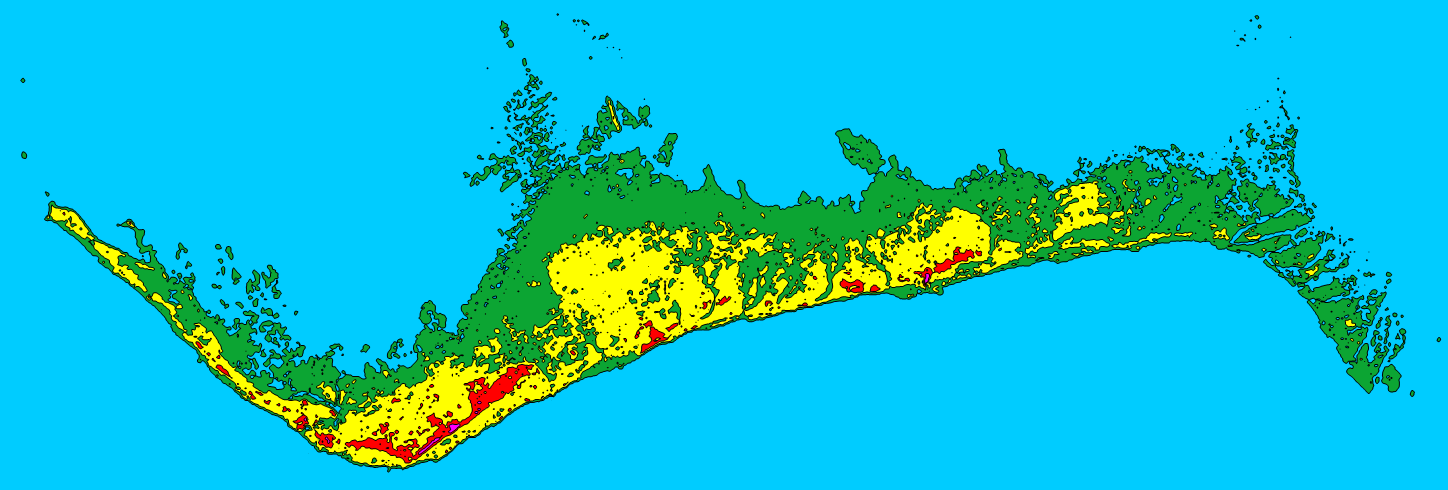
Топографическая карта острова Большой Багама

Большой Бага́ма (англ. Grand Bahama) — один из самых северных островов Багам и ближайший крупный остров к США, расположенный всего лишь в 90 км (55 милях) от побережья штата Флорида. Площадь — 1373 км², Население — 51 756 человек.

## История острова
Самые ранние известные обитатели острова — индейцы племени сибони, охотники и собиратели каменного века, от которых мало что осталось, помимо таких артефактов, как декоративные раковины или ювелирные украшения. Это примитивный народ уступил место аравакам таино из Южной Америки, которые, передвигаясь в выдолбленных каноэ, со временем колонизировали большую часть Карибского моря. Считается, что общины араваков на острове Большой Багама, которые получили известность под именем лукаяны (которое сохранилось в названии популярного туристического городка Порт Лукайя) представляли собой развитые и хорошо организованные социально-политические структуры, причём, по оценкам, во время прибытия испанских конкистадоров в 1492 году на Большом Багаме их насчитывалось около 4 тысяч. Это, а также последующее притязание на остров Испании вскоре после этого со временем привело к полному исчезновению племени лукаянов на Б. Багаме, либо вымерших из-за распространения европейских болезней, по причине часто имевшего место геноцида со стороны европейцев, либо захваченных в плен для обращения в рабство (обычно для работы на золотых рудниках на более крупных карибских островах Эспаньола или Куба или для работы ловцами жемчуга на Тринидаде). Лукайяны исчезли так быстро, что, возможно, именно поэтому о них мало что известно помимо догадок об их культуре. Однако в таких местах, как Национальный парк лукаянов (Lucayan National Park) и Риф мертвеца (Dead Man's Reef) были обнаружены многочисленные артефакты, среди которых кости животных, глиняные черепки, бусы из раковин и доказательства наличия сложных погребальных обрядов.
Испанцы назвали остров исп. Gran Bajamar, что означает «Большие отмели», отсюда и произошло общее название Багамских островов. Существование Большого Багамы в течение почти двух веков определялось природой этих «больших отмелей» — окружающие остров коралловые рифы были коварны и отпугивали своих испанских хозяев (которые, в основном, оставили остров в покое, не считая нечастые транзитные заходы судов для пополнения запасов провизии), в то же время привлекая пиратов, которые заманивали суда на рифы, где они садились на мель и подвергались разграблению. После обращения в рабство коренных обитателей лукаянов испанцы проявляли мало интереса к острову, и в 1670 году острова перешли к Англии. Пиратство продолжало процветать ещё как минимум в течение полувека, хотя со временем эта проблема была решена. На Большом Багаме всё было относительно тихо до середины XIX века. Тогда в его административном центре — Уэст-Энде (West End) насчитывалось всего лишь около 200—400 постоянных жителей.
В 1834 году, после отмены рабства в Британской империи, бывшими багамскими рабами были основаны городки Пиндерс-Пойнт, Рассел-Таун и Уильямс-Таун. Остров по-прежнему оставался мало развитым вплоть до кратковременного оживления экономической жизни во время Гражданской войны в США, когда он стал центром контрабандистов, провозящих в нарушение блокады товары (в основном оружие, сахар и хлопок) в Конфедерацию. Второй кратковременный период оживления контрабанды наблюдался в годы введения сухого закона в США.
К середине XX века население Большого Багамы насчитывало около 500 человек и остров был одним из наименее развитых среди Багамских островов. Однако в конце концов остров обрёл стабильный источник дохода, когда в 1955 году финансист из Виргинии по имени Уоллес Гроувз договорился с правительством Багамских Островов о строительстве города Фрипорт. Наблюдая процветание Кубы как места отдыха состоятельных американцев, Гроувз решил аналогичным образом обустроить Большой Багаму. Город быстро рос, Гроувз вскоре после основания города построил гавань и туристический центр Порт-Лукайя в 1962 году.

## Административное деление
В административном отношении Большой Багама составляют три из 31 районов Багамских островов:
- Восточный Большой Багама
- Западный Большой Багама
- Фрипорт

## Экономика острова
Фрипорт стал вторым по численности населения городом Багамских Островов (более 50 тыс. жителей в 2004 году), а привлекаемые им туристы являются основой экономики острова. Туристическую отрасль Большого Багамы дополняет нефтяной терминал, принадлежащий правительству Венесуэлы и перевалочный порт, принадлежащий гонконгскому консорциуму Hutchison Whampoa.
Уэст-Энд, который до Фрипорта был административным центром Б. Багамы, является старейшим городом и самым западным населённым пунктом острова. Маклинс-Таун (McLeans Town) — самый восточный населённый пункт. До него 30 минут пути на пароме от самого северного населённого пункта острова Абако.

## Достопримечательности
- Национальный парк лукаянов
- Мемориальный природный центр Ранд (крупнейший в мире искусственно созданный коралловый риф с подводной обсерваторией)
- Сад Ручьев
- Музей Большого Багамы.